# Śukasaptati
Śukasaptati (o Storie del pappagallo) è una raccolta indiana di settanta storie, in prosa o in versi, collegate attraverso una cornice narrativa, risalente probabilmente al XII o al XIII secolo.

## Trama
Le storie narrate nella raccolta sono collegate attraverso una cornice narrativa.
Nel racconto-cornice, il giovane Madanasena, figlio del ricco mercante Haridatta, intento ad amare la giovane consorte Prabhāvatī, trascura i propri doveri religiosi e lavorativi. Haridatta regala al figlio due animali parlanti: un pappagallo e una cornacchia. Il pappagallo, con i suoi saggi ammaestramenti, convince il giovane della necessità di osservare i doveri, per cui Madanasena si decide a partire per un viaggio di affari e affida la moglie in custodia alla coppia di uccelli. Rimasta sola, Prabhāvatī dapprima è afflitta; poi, convinta dalle amiche a svagarsi con un amante, decide di per recarsi a un convegno amoroso. La cornacchia la rimprovera, e Prabhāvatī infastidita cerca di ucciderla. Più accorto, il pappagallo finge di approvare la decisione di Prabhāvatī, ma le raccomanda di essere prudente "come Gunāśalinī". Alla domanda di Prabhāvatī, il pappagallo risponde che Gunāśalinī era stata sorpresa a tradire il marito, ma si era cavata d'impaccio... e qui il pappagallo si interrompe e aggiunge "il resto lo saprai domani se stanotte resterai a casa". Prabhāvatī trascorre perciò la notte a casa sua cercando di capire lo stratagemma dell'adultera Gunāśalinī. Il giorno dopo il pappagallo completa la storia precedente e ne inizia un'altra riguardante qualcuno che si è tolto avvedutamente da un impaccio, ma interrompe anche questa volta la narrazione rimandandone la conclusione all'indomani se Prabhāvatī rimarrà la notte a casa. Questo per 69 volte, finché Madanasena non ritorna a casa. Le storie del pappagallo sono in prosa o in versi. Alcune si ritrovano nel Pañcatantra.

## Genesi e fortuna
È ignota l'epoca della composizione del Śukasaptati, essendo andato perduto il testo originale. Ci sono pervenute diverse redazioni successive, di cui le due più note e importanti, una molto ampia e una molto breve, risalgono probabilmente al XII o al XIII secolo. Si ritiene che la maggior parte delle 69 storie siano tradizionali, mentre il racconto-cornice,  il cui scopo secondo il formalista russo Viktor Šklovskij è di «ritardare il compimento di un'azione», in questo caso impedire che la donna si incontri con l'amante, è letterario. Commenta Šklovskij: «È molto importante notare che questi procedimenti sono tutti libreschi, e la stessa estensione del materiale non permette alla tradizione orale di applicare metodi analoghi di collegamento tra le parti. Il legame tra le parti è tanto formale, che può divenire percettibile solo ad un lettore e non ad un ascoltatore. La cosiddetta creazione "popolare", cioè anonima, priva di coscienza individuale, ha compiuto una elaborazione solo embrionale dei sistemi di collegamento tra le novelle».
Importante fu una traduzione e rielaborazione in lingua persiana, intitolata Tutinama, fatta da Ziyā al-Dīn Nahšabī, un medico sufi persiano che nella prima metà del XIV secolo risiedeva in India. Proprio attraverso quest'ultimo testo, non pochi racconti indiani sono emigrati dapprima nell'Asia occidentale e successivamente in Europa. Echi di questa raccolta si ritrovano nella novella Frate Cipolla del Decameron di Giovanni Boccaccio; non si sa però, se il Boccaccio avesse conosciuto le raccolte del Śukasaptati o del Pañcatantra.

## Edizioni
- (DE) Der Textus ornatior der Çukasaptati : Ein Beitrag zur Märchenkunde, traduzione di Richard Schmidt, Stuttgart, Kohlhammer, 1896. (Internet Archive)
- Francesca Orsini (a cura di), Le storie del pappagallo, collana Il Gange, traduzione di Francesca Orsini, Venezia, Marsilio, 1992, ISBN 88-317-5504-8.